# Roderick T. Ryan
Roderick Thomas Ryan (* 18. September 1924 in Philadelphia, Pennsylvania; † 11. Oktober 2007 in Woodland Hills, Kalifornien) war ein amerikanischer Kameramann und Ingenieur.

## Leben und Karriere
Roderick T. Ryan wuchs in Philadelphia und Atlantic City auf. Noch während seiner Zeit auf der High School zog er nach Kalifornien und machte 1942 seinen Abschluss an der Santa Monica High School. Danach ging er zur United States Navy, wo seine Karriere als Kameramann ihren Anfang nahm. Während des Zweiten Weltkriegs war er im Südpazifik im Einsatz und diente an Bord des amerikanischen Geleitflugzeugträgers USS Santee. Im Jahr 1946 bekam er eine Anstellung bei der Eastman Kodak Company und sollte dem Unternehmen über 40 Jahre lang angehören, bis er 1986 in leitender Position ausschied. Er gehörte zu den Kameraleuten, die die Kernwaffentests auf dem Bikini-Atoll filmten.
Für seine technischen Verdienste wurde Ryan dreimal mit dem Oscar ausgezeichnet: 1982 mit dem Scientific and Engineering Award (zusammen mit Edward J. Blasko), 1991 erhielt er die Medal of Commendation und 2000 den Gordon E. Sawyer Award. Zuletzt erhielt er 2004 die  Eastman Kodak Gold Medal, welche von der Society of Motion Picture and Television Engineers vergeben wird und herausragende Beiträge würdigt, die in den bildgebenden  Künsten und Wissenschaften gemacht wurden. Außerdem war er Ehrenmitglied der American Society of Cinematographers.
Roderick T. Ryan war 44 Jahre lang mit seiner High-School-Liebe Helen Ruth Ryan (geboren 1926 als Helen Ruth McGuffin) verheiratet, bis sie 1990 im Alter von 63 Jahren verstarb. Er war Vater von fünf Kindern und hatte zwölf Enkel sowie zehn Urenkel. Nach Angabe seines ältesten Sohns Tom Ryan starb er am 11. Oktober 2007 an den Folgen der Lewy-Körper-Demenz im Motion Picture & Television Country House and Hospital in Woodland Hills, Kalifornien. Er wurde 83 Jahre alt.

## Studium und Lehrtätigkeit
An der University of Southern California absolvierte Roderick T. Ryan erfolgreich mehrere Studiengänge, bis er 1966 promovierte und sein Studium mit dem Doctor of Philosophy abschloss. Er lehrte als Dozent neben seiner Alma Mater auch an anderen Universitäten.

## Auszeichnungen
- 1982: Scientific and Engineering Award, zusammen mit Edward J. Blasko
- 1991: Medal of Commendation
- 2000: Gordon E. Sawyer Award
- 2004: Eastman Kodak Gold Medal

## Werke
- Roderick T. Ryan: A History of Motion Picture Color Technology. Hrsg.: Focal Press. 1977, ISBN 0-240-50953-6 (278 S.).